# Kristi Marku
Kristi Marku (ur. 13 kwietnia 1995 w Durrës) – albański piłkarz, były członek albańskich reprezentacji U-15, U-17, U-19 i U-21.